# Großer Preis der Schweiz 1952
Der Große Preis der Schweiz 1952 (offiziell XII Großer Preis der Schweiz) fand am 18. Mai auf der Rennstrecke Bremgarten bei Bern statt und war das erste Rennen der Automobil-Weltmeisterschaft 1952.

## Bericht

### Hintergrund
Der Große Preis der Schweiz 1952 war das erste Rennen, das nach dem neuen Formel-2-Modus ausgetragen wurde, da sich in der Formel 1 nicht genügend Wettbewerber einfanden. Die Entwicklungsmöglichkeiten des Alfa Romeo 159 waren weitgehend ausgeschöpft und für die Neukonstruktion fehlte das Geld. Daher zog sich das Team aus der Formel 1 zurück. Desgleichen taten Talbot und Gordini, so dass Ferrari als einziges wettbewerbsfähiges Team zurückgeblieben wäre. B.R.M.‘s Fahrzeug war noch nicht ausgereift. Die Austragung der Fahrerweltmeisterschaft nach den Regeln der Formel 2 bedeutete langsamere Rundenzeiten, aber auch deutlich größere Starterfelder. Die Renndistanz wurde gegenüber dem Vorjahr von 42 auf 62 Runden erhöht, das Preisgeld für den Sieger betrug 7.000 sFr.
Favorit war dennoch Ferrari. In Bern trat das Team jedoch ohne seine Nummer 1 Alberto Ascari an, der sich in Indianapolis versuchte, einem der wenigen Versuche, das Rennen irgendwie in die Fahrerweltmeisterschaft zu integrieren. Durch die Große Zeitspanne der Trainingszeiten in den USA war es Ascari nicht möglich, an beiden Veranstaltungen teilzunehmen. So trat Ferrari mit Giuseppe Farina, Piero Taruffi und André Simon als Ersatz für den bei einem Verkehrsunfall verletzten Luigi Villoresi an. Der Schweizer Rudolf Fischer fuhr einen vierten Wagen. Maserati hatte ursprünglich vor, zwei Fahrzeuge für den amtierenden Weltmeister Juan Manuel Fangio und José Froilán González zu melden, jedoch waren die Fahrzeuge noch nicht fertig.
Mit Farina (einmal) trat ein ehemaliger Sieger zu diesem Grand Prix an.

### Training und Qualifying
Wie erwartet wurde das Training von Ferrari dominiert. Farina sicherte sich mit 2,6 Sekunden Vorsprung auf seinen Teamkollegen Taruffi die Pole-Position. Seine Zeit war aber über elf Sekunden langsamerer als die von Fangio im Vorjahr. Robert Manzon im Gordini komplettierte die erste Reihe.

### Rennen
In einem Sportwagenrennen war zuvor der Vorkriegsstar Rudolf Caracciola schwer verunglückt, was seiner Karriere ein Ende setzte.
Farina setzte seine Pole-Position in die Führung um und zog dem Feld bis zur 17. Runde davon, bevor er mit Zündungsproblemen auf der Strecke stehen blieb. Zuvor war Louis Rosier in Runde 3 aus seinem Wagen geschleudert worden, allerdings ohne Große Verletzungen davonzutragen. Peter Collins und George Abecassis waren mit ihren H.W.M. mit gebrochenen Hinterachsen ausgefallen, was das Team dazu bewog, auch die verbleibenden Fahrer Stirling Moss und Lance Macklin aus Sicherheitsgründen zurückzuziehen.
Durch Farinas Ausfall lag Taruffi vor Simon in Führung. Sobald Farina zu Fuß an die Box zurückkam, wurde Simon in die Box hereingerufen und übergab seinen Ferrari an Farina. In der 51. Runde blieb er aber mit Simons Wagen mit dem gleichen Problem erneut liegen. Durch den Fahrerwechsel auf den dritten Platz zurückgeworfen, konnte er in Runde 35 den vorgefahrenen Jean Behra wieder überholen. Behra hatte ein Problem mit einem gebrochenen Auspuff. Dies hatte zur Folge, dass er zum einen langsamer fuhr, zum anderen einige Boxenhalte einlegen musste, um ihm notdürftig zu reparieren und den Fahrer immer wieder mit Wasser abzukühlen, da es im Cockpit unerträglich heiß wurde. Taruffi fuhr einem ungefährdeten Sieg entgegen. Es sollte sein einziger Sieg in einem Weltmeisterschaftslauf bleiben.

## Meldeliste
| Team                | Nr. | Fahrer                  | Chassis              | Motor            | Reifen |
| ------------------- | --- | ----------------------- | -------------------- | ---------------- | ------ |
| AFM                 | 02  | Hans Stuck              | AFM-50               | Kuchen 2.0 V8    | E      |
| Team Toni Ulmen     | 04  | Toni Ulmen              | Veritas Meteor       | Veritas 2.0 L6   | D      |
| Gordini             | 06  | Jean Behra              | Gordini T16 (1952)   | Gordini 2.0 L6   | E      |
| Gordini             | 08  | Robert Manzon           | Gordini T16 (1952)   | Gordini 2.0 L6   | E      |
| Gordini             | 10  | Prinz Bira              | Simca-Gordini T15 GC | Gordini 2.0 L6   | E      |
| Ecurie Rosier       | 12  | Louis Rosier            | Ferrari 500          | Ferrari 2.0 L4   | D      |
| Ecurie Rosier       | 14  | Maurice Trintignant     | Ferrari 166          | Ferrari          | P      |
| HWM                 | 16  | George Abecassis        | HWM 52               | Alta 1.5         | D      |
| HWM                 | 18  | Peter Collins           | HWM 52               | Alta 1.5         | D      |
| HWM                 | 20  | Lance Macklin           | HWM 52               | Alta 1.5         | D      |
| HWM                 | 46  | Stirling Moss           | HWM 52               | Alta 1.5         | D      |
| Scuderia Franera    | 22  | Ken Wharton             | Frazer-Nash FN 48    | Bristol 2.0 L6   | D      |
| Ecurie Richmond     | 22  | Eric Brandon            | Cooper T20           | Bristol 2.0 L6   | D      |
| Ecurie Richmond     | 24  | Alan Brown              | Cooper T20           | Bristol 2.0 L6   | D      |
| Scuderia Ferrari    | 26  | Giuseppe Farina         | Ferrari 500          | Ferrari 2.0 L4   | P      |
| Scuderia Ferrari    | 28  | Piero Taruffi           | Ferrari 500          | Ferrari 2.0 L4   | P      |
| Scuderia Ferrari    | 30  | André Simon             | Ferrari 500          | Ferrari 2.0 L4   | P      |
| Scuderia Ferrari    | 32  | Giuseppe Farina         | Ferrari 500          | Ferrari 2.0 L4   | P      |
| Enrico Platé        | 38  | Emmanuel de Graffenried | Maserati 4CLT        | Plate 2.0 L4     | P      |
| Enrico Platé        | 40  | Harry Schell            | Maserati 4CLT        | Plate 2.0 L4     | P      |
| Ecurie Espadon      | 42  | Rudolf Fischer          | Ferrari 500          | Ferrari 2.0 L4   | P      |
| Ecurie Espadon      | 44  | Peter Hirt              | Ferrari 212          | Ferrari Tipo 166 | P      |
| Team Alfred Dattner | 50  | Max de Terra            | Simca-Gordini T11 GC | Simca            | E      |

## Klassifikationen

### Qualifying
| Pos. | Fahrer                  | Konstrukteur  | Zeit       | km/h   | Startreihe |
| ---- | ----------------------- | ------------- | ---------- | ------ | ---------- |
| 01   | Giuseppe Farina         | Ferrari       | 2:47,500   | 156,47 | 1 R        |
| 02   | Piero Taruffi           | Ferrari       | 2:50,100   | 154,07 | 1 M        |
| 03   | Robert Manzon           | Gordini       | 2:52,100   | 152,28 | 1 L        |
| 04   | André Simon             | Ferrari       | 2:52,400   | 152,02 | 2 R        |
| 05   | Rudolf Fischer          | Ferrari       | 2:53,300   | 151,23 | 2 L        |
| 06   | Peter Collins           | H.W.M.        | 2:55,900   | 148,99 | 3 R        |
| 07   | Jean Behra              | Gordini       | 2:55,900   | 148,99 | 3 M        |
| 08   | Emmanuel de Graffenried | Maserati      | 2:56,400   | 148,57 | 3 L        |
| 09   | Stirling Moss           | H.W.M.        | 2:56,400   | 148,57 | 4 R        |
| 10   | George Abecassis        | H.W.M.        | 2:56,900   | 148,15 | 4 L        |
| 11   | Prinz Bira              | Simca-Gordini | 2:59,300   | 146,17 | 5 R        |
| 12   | Lance Macklin           | H.W.M.        | 3:00,200   | 145,44 | 5 M        |
| 13   | Ken Wharton             | Frazer Nash   | 3:00,900   | 144,88 | 5 L        |
| 14   | Hans Stuck              | A.F.M.        | 3:01,700   | 144,24 | 6 R        |
| 15   | Alan Brown              | Cooper        | 3:02,500   | 143,61 | 6 L        |
| 16   | Toni Ulmen              | Veritas       | 3:05,600   | 141,21 | 7 R        |
| 17   | Eric Brandon            | Cooper        | 3:05,800   | 141,05 | 7 M        |
| 18   | Harry Schell            | Maserati      | 3:07,600   | 139,70 | 7 L        |
| 19   | Peter Hirt              | Ferrari       | 3:10,200   | 137,79 | 8 R        |
| 20   | Louis Rosier            | Ferrari       | keine Zeit | –      | 8 L        |
| 21   | Max de Terra            | Simca-Gordini | keine Zeit | –      | 9 M        |
| 22   | Maurice Trintignant     | Ferrari       | ohne Zeit  | –      | –          |

### Rennen
| Pos. | Fahrer                  | Konstrukteur  | Runden | Zeit       | Start | Schnellste Runde |
| ---- | ----------------------- | ------------- | ------ | ---------- | ----- | ---------------- |
| 01   | Piero Taruffi           | Ferrari       | 62     | 3:01:46,1  | 02    | 2:49,1 (46.)     |
| 02   | Rudolf Fischer          | Ferrari       | 62     | + 2:37,2   | 05    |                  |
| 03   | Jean Behra              | Gordini       | 61     | + 1 Runde  | 07    |                  |
| 04   | Ken Wharton             | Frazer Nash   | 60     | + 2 Runden | 13    |                  |
| 05   | Alan Brown              | Cooper        | 59     | + 3 Runden | 15    |                  |
| 06   | Emmanuel de Graffenried | Maserati      | 58     | + 4 Runden | 08    |                  |
| 07   | Peter Hirt              | Ferrari       | 56     | + 6 Runden | 19    |                  |
| 08   | Eric Brandon            | Cooper        | 55     | + 7 Runden | 17    |                  |
| –    | Prinz Bira              | Simca-Gordini | 52     | DNF        | 11    |                  |
| –    | André Simon             | Ferrari       | 21     | DNF        | 04    |                  |
| –    | Giuseppe Farina         | Ferrari       | 30     | DNF        | 04    |                  |
| –    | Harry Schell            | Maserati      | 31     | DNF        | 18    |                  |
| –    | Stirling Moss           | H.W.M.        | 24     | DNF        | 09    |                  |
| –    | Lance Macklin           | H.W.M.        | 24     | DNF        | 12    |                  |
| –    | Robert Manzon           | Gordini       | 20     | DNF        | 03    |                  |
| –    | Giuseppe Farina         | Ferrari       | 16     | DNF        | 01    |                  |
| –    | Peter Collins           | H.W.M.        | 12     | DNF        | 06    |                  |
| –    | George Abecassis        | H.W.M.        | 12     | DNF        | 10    |                  |
| –    | Hans Stuck              | A.F.M.        | 5      | DNF        | 14    |                  |
| –    | Toni Ulmen              | Veritas       | 4      | DNF        | 16    |                  |
| –    | Louis Rosier            | Ferrari       | 2      | DNF        | 20    |                  |
| –    | Max de Terra            | Simca-Gordini | 0      | DNF        | 21    | –                |
| DNS  | Maurice Trintignant     | Ferrari       | –      | –          | 22    | –                |

Anmerkungen
1. ↑  Trintignant konnte aufgrund von Motorproblemen nicht am Rennen teilnehmen

## WM-Stand nach dem Rennen
Die ersten fünf bekamen 8, 6, 4, 3 bzw. 2 Punkte; einen Punkt gab es für die schnellste Runde. Es zählten nur die vier besten Ergebnisse aus acht Rennen.

### Fahrerwertung
| Pos. | Fahrer                  | Konstrukteur  | Punkte |
| ---- | ----------------------- | ------------- | ------ |
| 01   | Piero Taruffi           | Ferrari       | 9      |
| 02   | Rudolf Fischer          | Ferrari       | 6      |
| 03   | Jean Behra              | Gordini       | 5      |
| 04   | Ken Wharton             | Frazer Nash   | 3      |
| 05   | Alan Brown              | Cooper        | 2      |
| 06   | Emmanuel de Graffenried | Maserati      | 0      |
| 07   | Peter Hirt              | Ferrari       | 0      |
| 08   | Eric Brandon            | Cooper        | 0      |
| 09   | Prinz Bira              | Simca-Gordini | 0      |
| –    | André Simon             | Ferrari       | 0      |
| –    | Giuseppe Farina         | Ferrari       | 0      |

| Pos. | Fahrer           | Konstrukteur  | Punkte |
| ---- | ---------------- | ------------- | ------ |
| –    | Harry Schell     | Maserati      | 0      |
| –    | Stirling Moss    | H.W.M.        | 0      |
| –    | Lance Macklin    | H.W.M.        | 0      |
| –    | Robert Manzon    | Gordini       | 0      |
| –    | Peter Collins    | H.W.M.        | 0      |
| –    | George Abecassis | H.W.M.        | 0      |
| –    | Hans Stuck       | A.F.M.        | 0      |
| –    | Toni Ulmen       | Veritas       | 0      |
| –    | Louis Rosier     | Ferrari       | 0      |
| –    | Max de Terra     | Simca-Gordini | 0      |